# 鬼玩人
《鬼玩人》（英語：Evil Dead II）是一部美國出品並帶有黑色喜劇風格的恐怖電影作品，於1987年上映。上映前，投資片商提供高於前作品《屍變》十倍的預算，並商請原班人馬拍攝。
故事在高預算的支持之下，特效與制作的質感明顯有不錯的提升。
由於本片獲得少數支持者的喜愛及推崇，亦常被歸類於次文化之列。
該片當年於台灣上映時，恰巧碰上前總統蔣經國過世，當時許多娛樂產業配合政府，於國殤期間停止商業活動，而此片為該期間完畢後首批上映的西片之一。

## 劇情簡介
獨立／電影版：艾許與妮塔前往郊外旅遊時，暫居在一處無人居住的空屋。當晚，他們在空屋內發現到一本「死亡之書」及一臺錄音機。但是，好奇的他們卻不小心誤將空屋內招喚惡靈的錄音帶播放出咒語，使得「死亡之書」的封印解開，令樹林間的惡靈甦醒過來。
由於妮塔被惡靈附身後，反遭受傷害欲向的艾許只好痛下殺手。此時，傷心又無奈的艾許，惟有將妮塔埋葬，但惡靈仍控制著她的屍體，輾轉進入他的身體之內。
續集版：緊接上集《屍變》結局的第二天。
共同劇情：兩對情侶因想尋找教授而來到此屋，並捲入事件之中……

## 人物角色
| 角色名稱             | 演員            | 備註       |
| -------------------- | --------------- | ---------- |
| 艾許（Ash）          | 布魯斯·坎貝爾   | 妮塔的男友 |
| 妮塔 （Linda）       | 丹寧史·比可西勒 | 艾許的女友 |
| 愛琳 （Annie）       | Sarah Berry     | 教授的女兒 |
| 安東（Ed）           | Richard Domeier |            |
| 傑柯（Jake）         | Dan Hicks       |            |
| 當畢·喬（Bobby Joe） | Kassie DePaiva  |            |
| Professor Knowby     | John Peakes     | 考古教授   |
| Henrietta            | Lou Hancock     | 教授的妻子 |

## 備註
1. ↑  香港電影票房 1987 〔外語電影〕 的存檔，存档日期2007-01-25.，〈香港電影票房全紀錄〉
2. ↑  1988年台灣票房 的存檔，存档日期2008-05-06.，〈台灣電影資料庫〉
3. ↑  新版《鬼玩人》登顶北美票房 （页面存档备份，存于），亚太日报，2013年4月8日

## 外部連結
- 互联网电影数据库（IMDb）上《鬼玩人》的资料（英文）
- Deadites Online （页面存档备份，存于）